# Romain Grégoire
Romain Grégoire   (Besançon, 21 de gener de 2003) és un ciclista francès, professional des del 2022. Actualment corre a l'equip Groupama-FDJ. Com a ciclista amateur destaquen diversos campionats nacionals júniors, el Campió d'Europa en ruta júnior de 2021 i la Lieja-Bastogne-Lieja sub-23, el Giro del Belvedere i la Fletxa ardenesa del 2022. Com a professional destaquen els Quatre dies de Dunkerque del 2023.

## Palmarès
- 2020
  -  Campió de França en ruta júnior
- 2021
  -  Campió d'Europa en ruta júnior
  -  Campió de França en ruta júnior
  -  Campió de França en contrarellotge júnior
  - 1r al Trofeu Guido Dorigo
  - 1r al Tour du Valromey i vencedor d'una etapa
  - Vencedor d'una etapa a l'Aubel-Thimister-Stavelot
  - Vencedor d'una etapa a la SPIE Internationale Juniorendriedaagse
- 2022
  - 1r a la Lieja-Bastogne-Lieja sub-23
  - 1r al Giro del Belvedere
  - 1r al Gran Premi Palio del Recioto
  - 1r a la Fletxa ardenesa
  - Vencedor d'una etapa al Girobio
  - Vencedor d'una etapa al Tour de l'Avenir
- 2023
  - 1r als Quatre dies de Dunkerque i vencedor d'una etapa
  - 1r al Tour del Llemosí i vencedor de dues etapes
- 2024
  - Vencedor d'una etapa a la Volta al País Basc
- 2025
  - 1r a l'Ardèche Classic
  - Vencedor d'una etapa a la Volta a Suïssa

### Resultats al Tour de França
- 2024. 41è de la classificació general
- 2025. 34è de la classificació general

### Resultats a la Volta a Espanya
- 2023. 42è de la classificació general